# Lista celor mai bine vândute jocuri video pentru PC
Aceasta este lista celor mai bine vândute jocuri video pentru PC (incluzând Microsoft Windows, Mac OS X, și Linux) care au vândut sau livrat cel puțin un milion de copii.
Vă rugăm să rețineți că vânzările pachetelor extra nu sunt calculate pentru jocul original (cu excepția Guild Wars). Vânzările de la livrările de distribuție digitală sunt, de asemenea, lăsate pe dinafară. Subscrierile pentru jocuri online multiplayer masive cum ar fi World of Warcraft sau Lineage nu sunt nici ele luate în considerare.

## Lista
Lista conține jocuri pentru Microsoft Windows, Mac OS X și Linux care s-au vândut cel mai bine. Pachetele de expansiune nu sunt luate în calcul (cu excepția pachetelor pentru StarCraft și Guild Wars). De asemenea, vânzările prin distribuție digitală (ca cele prin Steam, Direct2Drive, etc.) sunt omise după ce NPD Group și alte organizații nu au reușit să stabilească cu exactitate câte jocuri s-au vândut prin această metodă.
- Minecraft (17 milioane)[1]
- The Sims (16 milioane)[2]
- Lemmings (15 milioane, pe toate SO)[3]
- The Sims 2 (13 milioane)[4]
  - The Sims 2: Pets [pachet de expansiune] (5.6 milioane)[5]
- StarCraft (11 milioane)[6]
- Half-Life (9.3 milioane,[7][8] pot fi incluse aici și versiunile de PS2)
- Half-Life 2 (6.5 milioane,[7][8] pot fi incluse aici și versiunile de Xbox dar nu sunt incluse vânzările Steam)
- Guild Wars (6 milioane în America de Nord, Europa și Asia; include Factions, Nightfall și Eye of the North)[9]
- Myst (6 milioane)[10]
- SimCity 3000 (5 milioane; include ediția Sim City 3000 Unlimited)[11]
- Riven (4,5 milioane)[12]
- StarCraft II: Wings of Liberty (aproape 4,5 milioane)[13]
- Battlefield 1942 (4,39 milioane - BF1942 2,47 milioane, BF1942:RTR 0,64 milioane, BF1942:SW 0,49 milioane, BF Deluxe 0,37 milioane, BF Anthology 0,42 milioane)[14]
- Counter-Strike (4,2 milioane,[7][8])
- Cossacks: European Wars (4 milioane)[15]
- Diablo II (4 milioane)[16]
  - Diablo II: Lord of Destruction [pachet de expansiune] (1 milion;[16] 2 milioane expediate)[16]
- Populous (4 milioane)[17][18]
- Where in the World Is Carmen Sandiego? (4 milioane) [19]
- RollerCoaster Tycoon (4 milioane în America de Nord)[20]
- Warhammer 40,000: Dawn of War (4 milioane including expansions)[21]
- Doom 3 (3,5 milioane)[22]
- EverQuest (3,5 milioane)[23]
- Theme Park (3,5 milioane)[18]
- Age of Empires (3 milioane)[24]
  - Age of Empires: The Rise of Rome [pachet de expansiune] (1 milion)[24]
- Civilization IV (3 milioane,[25] may include Mac OS X version)
- Command & Conquer: Red Alert (3 milioane)[26]
- Crysis (3 milioane)[27]
- Warcraft III: Reign of Chaos (3 milioane)[28]
  - Warcraft III: The Frozen Throne [pachet de expansiune] (1 milion)[29]
- Counter-Strike: Condition Zero (2.9 milioane)[7][8]
- Age of Empires III (2,5 milioane)[30]
- Anno 1503 (2,5 milioane)[31]
- Anno 1602 (2,5 milioane)[32]
- Cossacks II: Napoleonic Wars (2,5 milioane)[33]
- Diablo (2,5 milioane)[16]
- FarCry (2.5 milioane)[27]
- Counter-Strike: Source (2,1 milioane)[7][8]
- Baldur's Gate (2 milioane)[34]
- Baldur's Gate II: Shadows of Amn (2 milioane)[34]
- Black & White (2 milioane)[18]
- Civilization III (2 milioane)[35]
- Doom II: Hell on Earth (2 milioane)[36]
- Mafia: The City of Lost Heaven (2 milioane)[37]
- Neverwinter Nights (2 milioane)[38]
- Ragnarok Online (2 milioane Abonați din America de Nord)[39]
- S.T.A.L.K.E.R.: Shadow of Chernobyl (2 milioane)[40]
- The 7th Guest (2 milioane)[41]
- Warcraft II: Tides of Darkness (2 milioane)[42]
- Age of Empires II: The Age of Kings (2 milioane expediate)[43]
- Spore (2 milioane sold)[44]
- The Witcher (2 milioane)[45]
- Sacred (1,8 milioane)[46]
- Dungeon Siege (1,7 milioane)[47]
- Quake (1,7 milioane)[48]
- Crysis Warhead (1.5 milioane)[27]
- American McGee's Alice (1,5 milioane)[49][50]
- Command & Conquer: Tiberian Sun (1,5 milioane)[51]
- Duke Nukem 3D (1,5 milioane)[52]
- Star Wars Galaxies (1,5 milioane)[53]
- Harry Potter and the Philosopher's Stone (1,5 milioane aproximativ; 1,3 milioane în Statele Unite,[54] 200.000 în Regatul Unit)[55]
- The Orange Box (at least 1.5 milioane)[56]
- Half-Life 2: Episode One (1,4 milioane)[7][8]
- Battlefield Vietnam (1,36 milioane)[14]
- Monopoly (1,3 milioane)[57][58]
- Zoo Tycoon (1,3 milioane aproximativ; 1,1 milioane în Statele Unite,[54] 200,000 în Regatul Unit)[55]
- Warhammer Online: Age of Reckoning (1,2 milioane;[59] 1.5 milioane expediate)[60]
- RollerCoaster Tycoon 2 (1,14 milioane aproximativ; 940,000 în Statele Unite,[54] 200,000 în Regatul Unit)[55]
- SimCity 2000 (1,136 milioane)[57]
- Doom (1,1 milioane)[58]
- Medal of Honor: Allied Assault (1,1 milioane aproximativ; 900,000 în Statele Unite,[54] 200,000 în Regatul Unit)[55]
- Killing Floor ("1,1 milioane")[61]
- Hellgate: London (1 milion subscribers)[62]
- Age of Mythology (1 milion)[63]
- BioShock (1 milion)[64]
- Blade Runner (1 milion)[65]
- Command & Conquer 3: Tiberium Wars (1 milion)[66]
- Daryl F. Gates' Police Quest: SWAT (1 milion)[67]
- Dungeon Lords (1 milion)[68]
- Empire Earth (1 milion)[69]
- Frogger (1 milion)[70]
- Microsoft Flight Simulator X (1 milion in US)[71]
- Glory of the Roman Empire (1 milion)[72]
- Hidden & Dangerous (1 milion)[73]
- Hotel Giant (1 milion)[74]
- Imperivm III: Great Battles of Rome (1 milion, distribuite doar în Italia și Spania)[75]
- Operation Flashpoint: Cold War Crisis (1 milion)[76]
- Patrician III: L'Impero Dei Mari (1 milion, distribuite doar în Italia și Spania)[77]
- Phantasmagoria (1 milion)[78]
- Quake II (1 milion)[79]
- Railroad Tycoon II (1 milion)[73]
- Return to Castle Wolfenstein (1 milion expediate)[79]
- Return to Zork (1 milion)[80]
- Runaway: A Road Adventure (1 milion)[81]
- Supreme Commander (1 milion)[82]
- Tropico (1 milion)[73]
- Unreal (1 milion)[83]
- Unreal Tournament (1 milion)[83]
- Vietcong (1 milion)[73]
- Age of Conan: Hyborian Adventures (1 milion expediate)[84]
- Deer Hunter (1 milion expediate)[85]
- Command & Conquer: Red Alert 2 (1 milion expediate)[26]
- Who Wants to Be a milioaneaire? (1 milion expediate)[86]
- The Witcher 2: Assassins of Kings ("cca. 1 milion")[87]

## Calculatoare vechi
Această secțiune este o listă de vânzări a jocurilor video lansate pentru platforme PC vechi cum ar fi Amiga, Apple II, Atari ST, BBC Micro, Commodore 64, FM-7, MSX, NEC PC-88 & PC-98 sau Sharp X1 & X68000. Industria jocurilor video era mai puțin dezvoltată în perioada când aceste platforme erau active, dar treptat industria s-a dezvoltat; cel mai bine vândut joc video până în iunie 1982 avea doar 35.000 de copii vândute, cel mai cotat joc video al anului 1983 avea cca. 50.000 de copii vândute, iar cel mai cotat joc video al anului 1985 avea cca. 150.000 de copii vândute.
| Joc                                       | Anul lansării | Copii vândute            | Situația din anul |
| ----------------------------------------- | ------------- | ------------------------ | ----------------- |
| The Last Ninja                            | 1987          | 2 milioane               | 2008              |
| Thexder                                   | 1985          | 1 milion                 | 1990              |
| Dragon Slayer II: Xanadu                  | 1985          | 400.000 în Japonia       | 1985              |
| Sokoban                                   | 1982          | 400.000 în Japonia       | 1988              |
| Zork I                                    | 1980          | 378.987                  | 1986              |
| Skyfox                                    | 1984          | 317.545                  | 1986              |
| The Bard's Tale                           | 1985          | 300.000                  | 2003              |
| Ultima IV: Quest of the Avatar            | 1985          | 300.000                  | 1990              |
| The Hitchhiker's Guide to the Galaxy      | 1984          | 254.249                  | 1986              |
| Out Run                                   | 1987          | 250.000 în Regatul Unit  | 1987              |
| Door Door                                 | 1983          | 200.000 în Japonia       | 1985              |
| Gauntlet                                  | 1986          | 200.000 în Regatul Unit  | 1987              |
| Zork II                                   | 1981          | 173.204                  | 1986              |
| Chessmaster 2000                          | 1986          | 160.000                  | 1987              |
| The Black Onyx                            | 1984          | 150.000 în Japonia       | 1986              |
| The Seven Cities of Gold                  | 1984          | 150.000                  | 2003              |
| Deadline                                  | 1982          | 140.719                  | 1986              |
| Zork III                                  | 1982          | 129.232                  | 1986              |
| Ultima III: Exodus                        | 1983          | 120.000                  | 2008              |
| Pac-Man                                   | 1987          | 100.000 în Statele Unite | 1987              |
| Will: The Death Trap II                   | 1985          | 100.000 în Japonia       | 1986              |
| Chuck Yeager's Advanced Flight Trainer    | 1987          | 100.000                  | 1987              |
| Suspended                                 | 1983          | 99.956                   | 1986              |
| Starcross                                 | 1982          | 90.315                   | 1986              |
| Mystery House                             | 1980          | 80.000                   | 2003              |
| Choplifter                                | 1982          | 60.000                   | 1983              |
| Wizard and the Princess                   | 1980          | 60.000                   | 2010              |
| Ultima II: The Revenge of the Enchantress | 1982          | 50.000                   | 1990              |
| Ultima I: The First Age of Darkness       | 1981          | 50.000                   | 1990              |
| Temple of Apshai                          | 1979          | 40.000 în Statele Unite  | 1982              |
| K-razy Shoot-Out                          | 1982          | 35.000 în Statele Unite  | 1982              |